# Rytis Martikonis

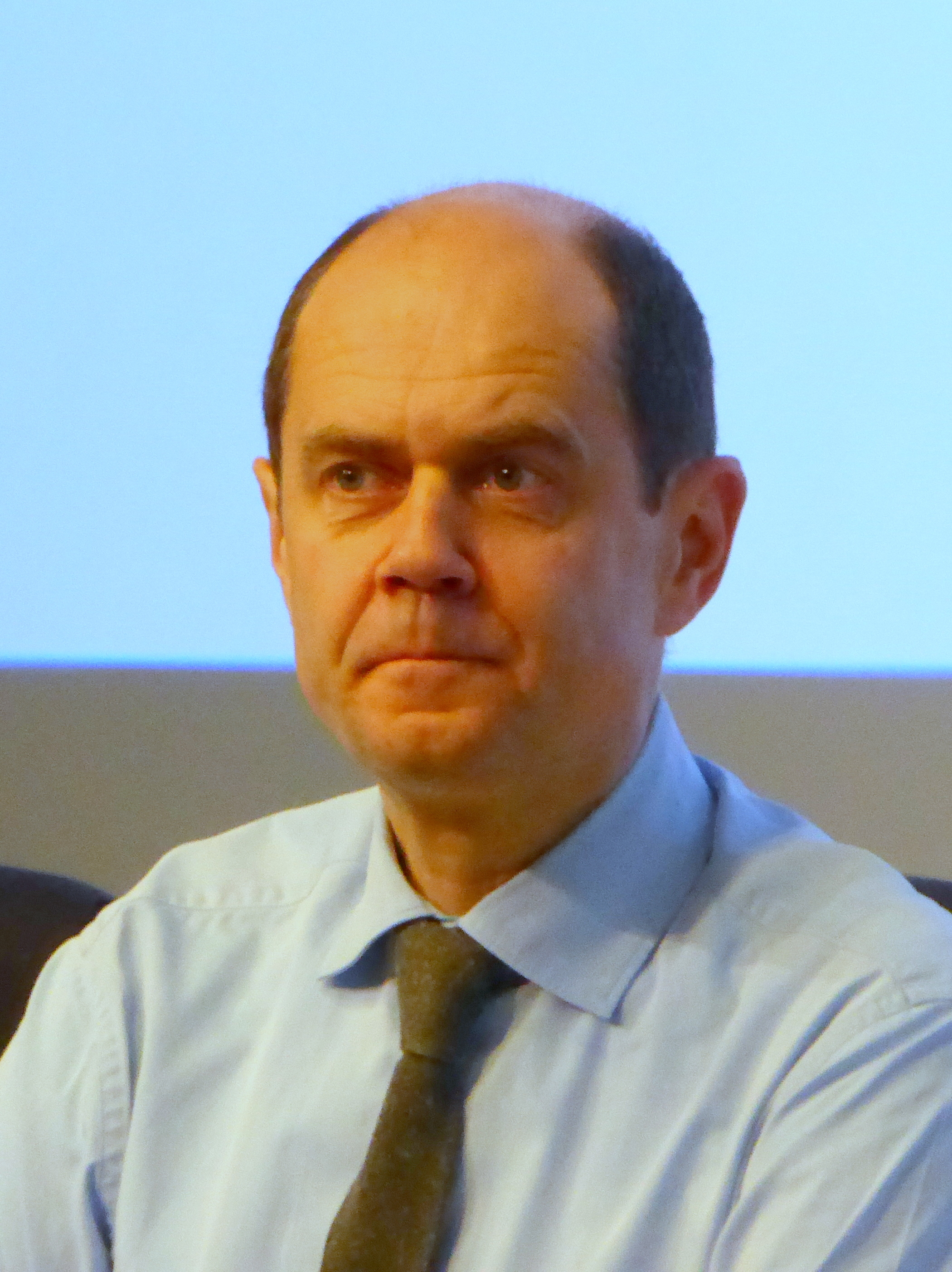
Rytis Martikonis (2016)

Rytis Martikonis (* 8. Februar 1967 in Kaunas, Litauische SSR) ist ein litauischer Verwaltungsjurist und Politiker, Diplomat, EU-Funktionär, Leiter des Ausschusses für Regulierungskontrolle und ehemaliger stellvertretender Außenminister Litauens.

## Leben
Von 1987 bis 1993 absolvierte er die Rechtswissenschaften (Spezialisierung: Verfassungsrecht und Völkerrecht) an der Universität Vilnius. Von 1989 bis 1990 studierte er Politikwissenschaften und Recht am Bowdoin College (USA). Von 1991 bis 1992 studierte er Politikwissenschaften und internationale Beziehungen an der Universität Aarhus (Dänemark) und 1993 am Clingendael Institute in Den Haag (Niederlande).
Von 1992 bis 1995 arbeitete er im Referat Westeuropa in der Abteilung Europäische Integration im litauischen Außenministerium, von 1995 bis 1999 war er Berater an der Vertretung Litauens bei der EU. Von 1999 bis 2001 war Leiter der Abteilung Europäische Integration des litauischen Außenministeriums. Von 2001 bis 2003 war er stellvertretender Leiter der litauischen Delegation bei den EU-Beitrittsverhandlungen. Von 2001 bis 2004 war er Staatssekretär im litauischen Außenministerium. 
Von 2002 bis 2003 war er Mitglied des Europäischen Konvents, von 2004 bis 2005 Botschafter am Politischen und Sicherheitspolitischen Komitee (PSK) in der Ständigen Vertretung bei der EU und von 2005 bis 2010 Ständiger Vertreter Litauens bei der Europäischen Union. Ab Oktober 2010 war er Berater des litauischen Premierministers Andrius Kubilius.  Ab dem 16. Februar 2011 war er zunächst geschäftsführender und ab September 2012 und bis Februar 2022 regulärer Generaldirektor der Generaldirektion Übersetzung (Europäische Kommission). Seit März 2022 leitet Martikonis den Ausschuss für Regulierungkontrolle.
Er hat viele staatliche Auszeichnungen von Litauen, Frankreich und Spanien.
Rytis ist verheiratet und hat vier Kinder.
Er spricht Litauisch, Englisch, Russisch und Französisch.